# Megastigmus amamoori
Megastigmus amamoori is een vliesvleugelig insect uit de familie Torymidae. De wetenschappelijke naam is voor het eerst geldig gepubliceerd in 1925 door Girault.